# Karl-Heinz
Karl-Heinz oder Karlheinz ist ein männlicher deutscher Vorname, der sich aus den beiden Vornamen Karl und Heinz zu einem Doppelnamen zusammensetzt.

## Herkunft und Bedeutung
Karl: Althochdeutsch für „freier Mann“, Heinz: Kurzform zu Heinrich. Der Name Karlheinz war in der ersten Hälfte des 20. Jahrhunderts beliebt.

## Namensträger

### Karl-Heinz
- Karl-Heinz Balzer (1929–1991), deutscher Fußballtorwart
- Karl-Heinz Balzer (1921–2007), deutscher Leichtathlet
- Karl-Heinz Bauer (* 1945), deutscher Fußballspieler
- Karl-Heinz Bauer (* 1958), deutscher Chirurg
- Karl-Heinz Becker (1900–1968), deutscher evangelischer Pfarrer und Gegner des NS-Regimes
- Karl-Heinz Becker (1912–2001), deutscher Langstreckenläufer
- Karl-Heinz Becker (1929–2019), deutscher Kommunalpolitiker
- Karl-Heinz Becker (* 1943), deutscher Fußballspieler
- Karl-Heinz Becker (1944–2025), deutscher Automobilrennfahrer
- Karl-Heinz Beine (* 1951), deutscher Humanmediziner, Hochschullehrer und Sachbuchautor
- Karl-Heinz Bleiel (1934–2008), deutscher Brigadegeneral der Bundeswehr und Militärgeograph
- Karl-Heinz Böttner (* 1933), deutscher Gitarrist und Professor im Fach Gitarre
- Karl-Heinz Bührer (* 1959), deutscher Fußballspieler
- Karl-Heinz Feldkamp (* 1934), deutscher Fußballspieler und -trainer
- Karl-Heinz Funke (* 1946), deutscher Politiker
- Karl-Heinz Grasser (* 1969), österreichischer Politiker
- Karl-Heinz Grindler (1911–2004), deutscher Fußballtrainer
- Karl-Heinz von Hassel (1939–2016), deutscher Schauspieler
- Karl-Heinz Hufnagel, Bühnenname des Komikers Frieder Arndt
- Karl-Heinz Kampert, deutscher Experimentalphysiker
- Karl-Heinz Kirchhoff (1925–2014), deutscher Historiker
- Karl-Heinz Köpcke (1922–1991), Nachrichtensprecher
- Karl-Heinz Körbel (* 1954), deutscher Fußballspieler
- Karl-Heinz Kreienbaum (1915–2002), deutscher Schauspieler
- Karl-Heinz Kurras (1927–2014), deutscher Polizist
- Karl-Heinz Lauterjung (1914–2000), deutscher Kernforscher
- Karl-Heinz Mießmer (* 1947), deutscher Fußballspieler
- Karl-Heinz Narjes (1924–2015), deutscher Politiker
- Karl-Heinz Ott (* 1957), deutscher Schriftsteller
- Karl-Heinz Podzielny (1954–2019), deutscher Schachspieler
- Karl-Heinz Prinz (* 1928), deutscher Fußballspieler
- Karl-Heinz Radschinsky (* 1953), deutscher Gewichtheber
- Karl-Heinz Riedle (* 1965), deutscher Fußballspieler
- Karl-Heinz Riehm (* 1951), deutscher Leichtathlet
- Karl-Heinz Rummenigge (* 1955), deutscher Fußballspieler
- Karl-Heinz Schnellinger (1939–2024), deutscher Fußballspieler
- Karl-Heinz Schroff (* 1953), deutscher Fußballspieler
- Karl-Heinz Soukal (* 1940), deutscher Brigadegeneral
- Karl-Heinz Spikofski (1927–1998), deutscher Fußballspieler und -trainer
- Karl-Heinz Urban (* 1972), neuseeländischer Schauspieler
- Karl-Heinz Vosgerau (1927–2021), deutscher Schauspieler
- Karl-Heinz Wegmann (1934–1989), deutscher Kugelstoßer
- Karl-Heinz Wiesemann (* 1960), deutscher katholischer Theologe, Bischof von Speyer
- Karl-Heinz Wildmoser (1939–2010), deutscher Großgastronom und Fußball-Vereinspräsident

### Karlheinz
- Karlheinz Bauer (* 1928), deutscher Bauingenieur und Bauunternehmer
- Karlheinz Bauer (* 1935), deutscher Archivar und Autor
- Karlheinz Blaschke (1927–2020), deutscher Archivar und Historiker
- Karlheinz Blessing (* 1957), deutscher Manager
- Karlheinz Böhm (1928–2014), österreichischer Schauspieler und Stiftungsgründer
- Karlheinz Brandenburg (* 1954), deutscher Erfinder des mp3-Formats
- Karlheinz Deschner (1924–2014), deutscher Schriftsteller, Religions- und Kirchenkritiker
- Karlheinz Förster (* 1958), deutscher Fußballspieler
- Karlheinz Hartmann (1950–2023), deutscher Mundartschauspieler
- Karlheinz Hora (1957–2017), österreichischer Politiker
- Karlheinz Krakau (1928–2018), deutscher Politiker, Bürgermeister der Stadt Rösrath
- Karlheinz Meier (1955–2018), deutscher Experimentalphysiker
- Karlheinz Nürnberg (1918–1999), deutscher Musikwissenschaftler, Dirigent und Komponist
- Karlheinz Rudolph (1923–1994), deutscher Fernsehjournalist
- Karlheinz Schreiber (* 1934), deutscher Waffenlobbyist
- Karlheinz Schüffler (* 1947), deutscher Mathematiker und Organist
- Karlheinz Schumacher (* 1944), Bezirksapostel der Neuapostolischen Kirche in Norddeutschland
- Karlheinz Stockhausen (1928–2007), deutscher Komponist
- Karlheinz Weber (1934–2014), deutscher Architekt und Hochschullehrer, siehe Carlo Weber
- Karlheinz Weber (* 1934), deutscher Fernschachspieler